# Loub Yacout Zaïdou
Loub Yacout Zaidou, née Attoumane à Ouani, est une femme politique comorienne.

## Biographie
Loub Yacout Zaïdou est sage-femme de formation, travaillant au centre hospitalier régional de Hombo après un baccalauréat au Lycée de Mutsamudu, un diplôme en obstétrique à la faculté de médecine de Tunis et un diplôme en soins infirmiers à Dakar. Elle est aussi diplômée à l'École nationale d'administration d'Abidjan.
Elle travaille à la Direction régionale de la Santé d'Anjouan quand elle est nommée en juin 2019 ministre de la Santé des Comores,.